# Onycocaris fujinoi
Onycocaris fujinoi is een garnalensoort uit de familie van de Palaemonidae. De wetenschappelijke naam van de soort is voor het eerst geldig gepubliceerd in 2011 door Bruce.